# Efim Bogoljubow
Efim Bogoljubow (russisch Ефим Дмитриевич Боголюбов/ Jefim Dmitrijewitsch Bogoljubow, wissenschaftliche Transliteration Efim Dmitrievič Bogoljubov; * 1. April oder 13. April oder 14. April 1889 in Stanislawtschik, Gouvernement Kiew, Russisches Kaiserreich; † 18. Juni 1952 in Triberg im Schwarzwald) war ein russisch-deutscher Schachgroßmeister.

## Leben

### Jugend im Zarenreich
Bogoljubow studierte zunächst Theologie, wechselte dann aber auf die Polytechnische Universität in Kiew. Schach, das nach großen Erfolgen schließlich sein Hauptberuf wurde, erlernte er als 15-Jähriger.
Seine ersten Erfolge in Turnieren datieren auf das Jahr 1909: In Kiew gewann er das Klubturnier und in Odessa wurde er Zweiter bei der Südrussischen Meisterschaft. 1911 wurde er Meister von Kiew und nahm an Turnieren in Sankt Petersburg und Warschau teil (Vierter hinter u. a. Akiba Rubinstein). In Vilnius 1912 wurde er Zweiter im Hauptturnier und siegte im selben Jahr in Łódź. 1913 besiegte er an gleicher Stelle Georg Salwe in einem Wettkampf mit 6:4 (+5 =2 −3) und erhielt den Titel Russischer Meister.

### Erster Weltkrieg und neuer Wohnsitz in Deutschland
Bei Beginn des Ersten Weltkriegs 1914 hielt er sich bei seinem ersten Turnier im Ausland in Mannheim auf und wurde in Triberg wie auch Alexander Aljechin, Alexei Selesnjow und Ilja Rabinowitsch interniert. Bogoljubow heiratete eine Deutsche und blieb während und auch nach dem Krieg in Triberg. Aus der Zeit von 1914 bis 1919 sind zahlreiche Partien von lokalen Turnieren und Wettkämpfen Bogoljubows mit anderen Internierten erhalten.
Im Jahre 1919 gewann Bogoljubow in Berlin und wurde Dritter in Stockholm. 1920 unterlag er in einem Wettkampf in Stockholm und Göteborg Akiba Rubinstein mit 5,5:6,5 (+4 =3 −5), gewann jedoch ein Match gegen Aaron Nimzowitsch in Göteborg mit 3:1. 1921 gewann er in Kiel, 1922 in Piešťany vor Alexander Aljechin, im selben Jahr in Hastings. In Karlsbad gewann er 1923 gemeinsam mit Alexander Aljechin und Géza Maróczy.
Von Oktober 1920 bis August 1921 siegte er in einem Fernschachwettkampf gegen Spieler und Schachklubs aus Schweden (+19 =5 −1).

### Auf dem Weg zur Weltklasse und die Weltmeisterschaftskämpfe
Die deutsche Staatsbürgerschaft erhielt er am 2. November 1929. Vorher war er Bürger der Sowjetunion und nahm auch an UdSSR-Meisterschaften teil: 1924 und 1925 wurde er UdSSR-Meister. Seinen größten Erfolg feierte er 1925 in Moskau, als er das internationale Turnier vor José Raúl Capablanca und Emanuel Lasker gewann. 1928 gewann er vor Capablanca in Bad Kissingen.
Im April/Mai 1928 und zur Jahreswende 1928/1929 besiegte Bogoljubow in zwei von der FIDE organisierten Wettkämpfen den späteren Weltmeister und Niederländer Max Euwe (Spielorte waren verschiedene Städte der Niederlande) mit jeweils 5,5:4,5 (+3 =5 −2 und +2 =7 −1). Dies brachte ihm den Titel Champion des Weltschachbundes ein. Seine Erfolge ermunterten Mäzene in Deutschland und den Niederlanden, einen Weltmeisterschaftskampf gegen Alexander Aljechin zu finanzieren, der 1929 zustande kam. Bogoljubow unterlag deutlich mit 9,5:15,5 (+5 =9 −11).
1925 in Breslau vor Aaron Nimzowitsch und Akiba Rubinstein, 1931 in Swinemünde nach Stichkampf mit Ludwig Rödl und 1933 in Bad Pyrmont vor Rödl und Georg Kieninger gewann Bogoljubow die Einzelmeisterschaften von Deutschland. 1927 wurde er Zweiter bei der deutschen Meisterschaft in Magdeburg (Spielmann Erster).
In Bled 1931 wurde er Zweiter hinter Aljechin. Im Jahre 1932 unterlag er Rudolf Spielmann mit 4,5:5,5 (+3 =3 −4) am Semmering. Im Jahre 1934 fanden sich in Deutschland wieder schachbegeisterte Mäzene, die einen Wettkampf gegen Weltmeister Aljechin organisierten: Diesmal unterlag Bogoljubow mit 10,5:15,5 (+3 =15 −8).
Mit der deutschen Nationalmannschaft nahm Bogoljubow an der Schacholympiade 1931 in Prag teil, wo er das zweitbeste Ergebnis am Spitzenbrett erreichte.

### Bester Schachspieler in Deutschland
Bogoljubows beste Zeit war vorbei, obwohl er weiterhin als stärkster Spieler in Deutschland galt. Die Teilnahme an der „Meisterschaft von Deutschland“ wurde ihm aber nach 1933 verwehrt, da er nach damals geltenden Gesetzen zwar deutscher Staatsangehöriger, aber nicht „deutschen Blutes“ war. In der Zeit bis zum Zweiten Weltkrieg gewann er 1935 in Bad Nauheim und Bad Saarow, 1936, 1937 und 1938 in Bad Elster, 1938 in Karlsruhe, 1939 in Stuttgart. Im selben Jahr unterlag er in einem Wettkampf dem vielversprechenden Jungtalent Erich Eliskases mit 8,5:11,5 (+3 =11 −6). 1941 unterlag er in Karlsbad Max Euwe mit 3,5:6,5 (+2 =3 −5). Während des Krieges ging Bogoljubow einer Einladung des schachbegeisterten „Generalgouverneurs“ des besetzten Polen, Hans Frank (der auch Weltmeister Aljechin für längere Zeit in Krakau beherbergte), nach und übersiedelte in das Generalgouvernement, wo er neben verschiedenen Turnieren und Schachveranstaltungen, an denen er teilnahm, auch eine Tätigkeit als Übersetzer in der Krakauer Verwaltung ausübte. Nach Beendigung des Krieges war sein Ansehen bei der FIDE deswegen beschädigt. Bei der Verleihung des Großmeistertitels im Jahr 1950 an verdiente Meister wurde er übergangen. Erst 1951 erhielt er den Titel.

### Schwere Nachkriegszeit

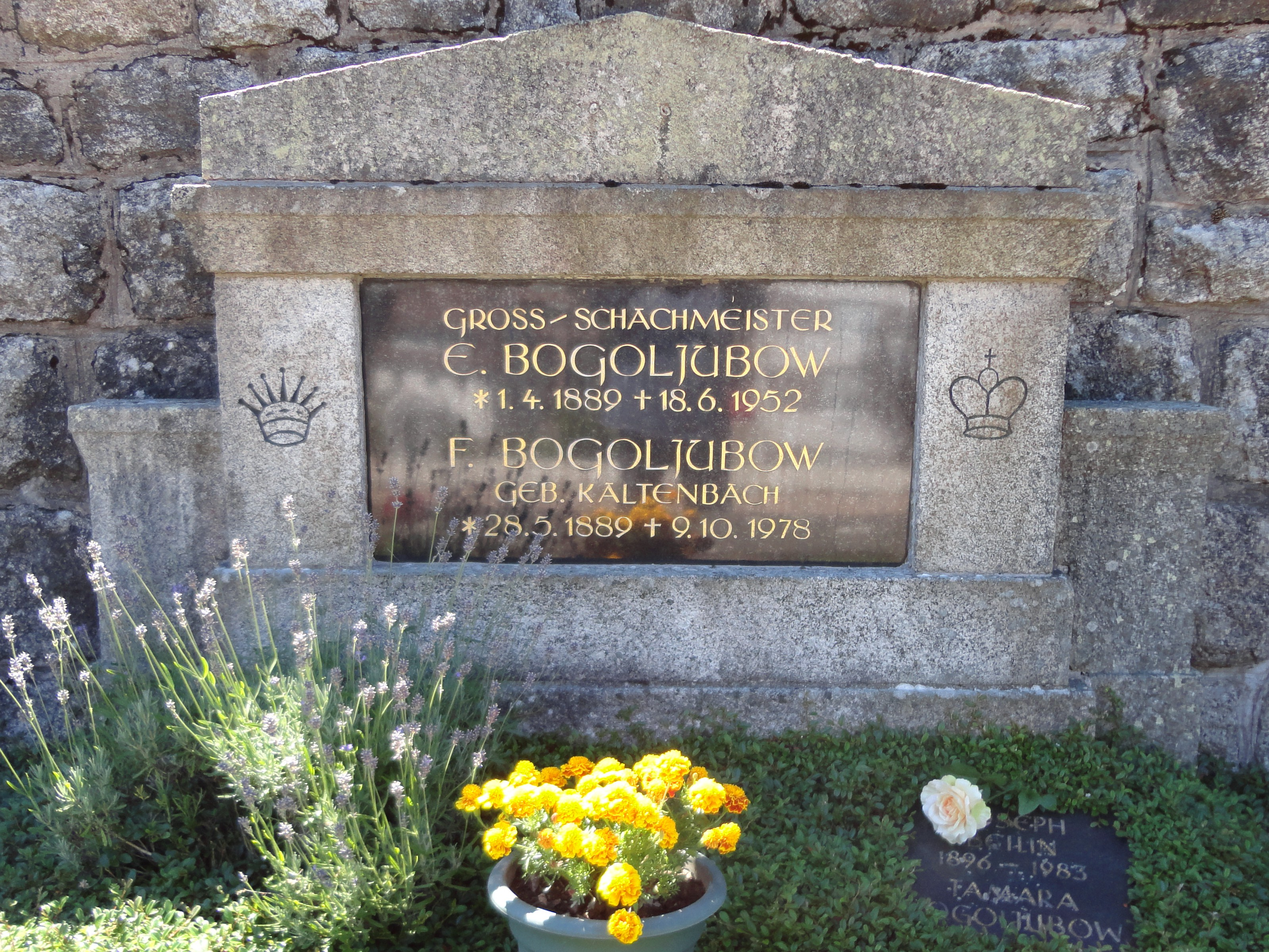
Grabmal von Efim Bogoljubow auf dem Friedhof (Feld F) in Triberg (Schwarzwald)

Im Nachkriegsdeutschland war Bogoljubow als Berufsspieler auf ständige Teilnahme an Turnieren angewiesen, musste er doch seine Ehefrau und zwei Töchter ernähren: Er gewann 1947 in Lüneburg, Kassel und Flensburg. 1949 gewann er zum dritten und letzten Mal (nach 1931 und 1933) das Turnier um die Meisterschaft von Deutschland in Bad Pyrmont. Noch im gleichen Jahr siegte er beim gut besetzten Turnier in Oldenburg punktgleich mit Elmars Zemgalis. In den Jahren 1950 und 1951 besiegte er die damaligen deutschen Spitzenspieler Georg Kieninger und Walter Niephaus in Zweikämpfen in Schwelm mit 5:3 (+3 =4 −1) und Baden-Baden mit 5:1 (+5 =0 −1). In Zürich 1951 gelang ihm ein 3:3 (+2 =2 −2) gegen den argentinischen Großmeister Herman Pilnik. Er starb unmittelbar nach seiner Rückkehr von einem internationalen Schachturnier in Belgrad am 18. Juni 1952 an einem Herzinfarkt.
Von 1948 bis zu seinem Tod war Bogoljubow Mitglied im Freiburger Schachklub von 1887, dessen damaliger Vorsitzende Friedrich A. Stock unter anderem sein Grabmal in Triberg stiftete.

## Partiebeispiel
In der achten Runde beim internationalen Turnier von Bad Pistyan im April 1922 gab Efim Bogoljubow auf dem Weg zum Turniersieg ein Beispiel für seinen optimistischen Angriffsstil:
Bogoljubow-Sämisch 1:0
Bad Pistyan, 15. April 1922
Sizilianisch (Paulsen-Variante)
1.Sc3 c5 2.e4 e6 3.Sf3 a6 4.d4 cxd4 5.Sxd4 Dc7 6.Ld3 Sf6 7.0-0 Le7 8.Kh1 b5 9.f4 d6 10.e5 dxe5 11.fxe5 Dxe5 12.Df3 Ld6 13.g3 Ta7 14.Lf4 Dxd4 15.Le3 Lb7 16.Lxd4 Lxf3+ 17.Txf3 Tc7 18.Lxf6 gxf6 19.Se4 Le5 20.Sxf6+ Ke7 21.Taf1 Lxb2 22.Sxh7 f5 23.Sg5 Lf6 24.Sxe6 Kxe6 25.Lxf5+ Kd6 26.Le4 Lc3 27.Td1+ Ke5 28.Te3 b4 29.Td5+ Kf6 30.Ld3 Sc6 31.Tf5+ Kg7 32.Te4 Tf7 33.Tg5+ Kf8 34.Kg2 Th6 35.Lc4 Tg7 36.Tf5+ Tf6 37.Txf6+ Lxf6 38.Te6 Sd4 39.Txf6+ Ke7 40.Txa6 Tg5 41.h4 1:0

## Theoriebeitrag
Nach Bogoljubow wurde eine Schacheröffnung benannt: die Bogoljubow-Indische Verteidigung: 1. d2–d4 Sg8–f6 2. c2–c4 e7–e6 3. Sg1–f3 Lf8–b4+. Auch die Morphy-Bogoljubow-Variante im schottischen Vierspringerspiel (1. e2–e4 e7–e5 2. Sg1–f3 Sb8–c6 3. Sb1–c3 Sg8–f6 4. d2–d4 Lf8–b4) trägt seinen Namen.

## Bekannte Partien
- Bogoljubow – Aljechin, Hastings 1922
- Keller-Herrmann – Bogoljubow, Dortmund 1951

## Historische Elo-Zahl
Bogoljubows beste historische Elo-Zahl war 2768. Diese erreichte er 1927. Demnach war er kurzfristig auch die Nummer 1 der Weltrangliste.

## Komposition
In seinen späten Jahren schuf Bogoljubow auch einige Schachkompositionen, etwa die folgende.
|   | a | b | c | d | e | f | g | h |   |
| 8 |   |   |   |   |   |   |   |   | 8 |
| 7 |   |   |   |   |   |   |   |   | 7 |
| 6 |   |   |   |   |   |   |   |   | 6 |
| 5 |   |   |   |   |   |   |   |   | 5 |
| 4 |   |   |   |   |   |   |   |   | 4 |
| 3 |   |   |   |   |   |   |   |   | 3 |
| 2 |   |   |   |   |   |   |   |   | 2 |
| 1 |   |   |   |   |   |   |   |   | 1 |
|   | a | b | c | d | e | f | g | h |   |

Lösung:

1. e2–e3! (nimmt dem König später die Fluchtfelder d4 und f4) h3–h2

2. Tc5xe5+ Ke6xe5

3. Da3–e7 matt

Auf beliebige schwarze Königszüge im ersten Zug folgt ebenfalls 2. Txe5 und 3. De7 matt (bzw. 1. … Ke7 2. Txe5+ Kd8 3.Da/f8 matt)

## Werke
- Schach-Schule. Verlag Konkordia, Bühl/Baden 1925.
- Klassische Schachpartien aus modernen Zeiten, 3 Bde. Berlin/Leipzig 1926–1928.
- Das Internationale Schachturnier Moskau 1925. Berlin/Leipzig 1927.
- Die moderne Eröffnung d2–d4! Triberg 1928.
- Schachkampf um die Weltmeisterschaft. Karlsruhe 1935.

## Belege
1. ↑  1. April aufgrund bei der Stadt Triberg im Schwarzwald vorliegender Urkunden (OTRS-Ticket 2015051010016249)
2. ↑  1. April nach deutschem Kalender und 1. April 1889 nach russischem Kalender in Badische Zeitung 1972: Vor 20 Jahren starb Schachgroßmeister Bogoljubow.
3. ↑  1. April auf Grabstein in Triberg
4. ↑  1. April bei leobw
5. ↑  Deutsche Schachzeitung, Juli 1952, S. 224.
6. ↑  Schach-Taschen-Jahrbuch 1953, S. 31.
7. ↑  1. April nach deutschem Kalender und 1. April 1889 nach russischem Kalender in Badische Zeitung 1972: Vor 20 Jahren starb Schachgroßmeister Bogoljubow. Dem 1. April 1889 nach russischem Kalender entspricht jedoch tatsächlich der 13. April 1889 nach deutschem Kalender.
8. ↑  Efim Bogoljubow im Munzinger-Archiv, abgerufen am 2. Februar 2024 (Artikelanfang frei abrufbar)
9. ↑  Jeremy Gaige
10. ↑  Johannes Fischer: Efim Bogoljubow: Ein deutscher Spitzenspieler. 14. April 2019, abgerufen am 23. August 2019.
11. ↑  Manfred van Fondern: Lexikon für Schachfreunde. Verlag C. J. Bucher, Luzern/Frankfurt am Main 1980, S. 47–48.
12. ↑  Alfred Brinckmann: Großmeister Bogoljubow. Walter de Gruyter-Verlag Berlin 1953, S. 2.
13. ↑  Bescheinigung der Stadt Triberg vom 26. August 1943 auf Chesshistory.com
14. ↑  E. Bogoljubow: Schachkampf um die Weltmeisterschaft zwischen Dr. A. Aljechin (Paris) und E. Bogoljubow (Triberg) in Deutschland 1934. Macklotsche Druckerei und Verlag, Karlsruhe 1935.
15. ↑  Deutsche Schacheinzelmeisterschaft 1925 in Breslau auf TeleSchach (Kreuztabelle und Partien)
16. ↑  Deutsche Einzelmeisterschaft 1931 in Swinemünde auf TeleSchach (Tabelle und Partien)
17. ↑  Deutsche Schacheinzelmeisterschaft 1933 in Bad Pyrmonat Kreuztabelle und sämtliche Partien auf TeleSchach
18. ↑  Deutsche Schacheinzelmeisterschaft 1927 in Magdeburg auf TeleSchach (Kreuztabelle und Partien)
19. ↑  Salo Flohr: 50 Jahre seit Bled 1931 ! Schach-Echo 1981, Heft 17, Seiten 266 bis 268 (Bericht, Foto, Kreuztabelle, Partien).
20. ↑  Efim Bogoljubows Ergebnisse bei Schacholympiaden auf olimpbase.org (englisch)
21. ↑  Das Internationale Turnier 1935 in Bad Nauheim auf TeleSchach
22. ↑  Das Internationale Turnier 1939 in Stuttgart auf TeleSchach
23. ↑  Willy Iclicki: FIDE Golden book 1924–2002. Euroadria, Slovenia, 2002, S. 74.
24. ↑  Deutsche Schacheinzelmeisterschaft 1949 in Bad Pyrmont. Kreuztabelle und sämtliche Partien auf TeleSchach
25. ↑  Pekka Kauppala, Peter Bolt: 100 Jahre Schach in Freiburg. Festschrift aus Anlass des 100-jährigen Bestehens der Freiburger Schachfreunde 1887 e. V. Schachwoche Verlag 1987, Freiburg i. Br., S. 29.

| Personendaten    | Personendaten |
| ---------------- | --- |
| NAME             | Bogoljubow, Efim |
| ALTERNATIVNAMEN  | Bogoljubow, Jefim Dmitrijewitsch; Боголюбов, Ефим Дмитриевич (russisch); Bogoljubov, Efim Dmitrievič (wissenschaftliche Transliteration) |
| KURZBESCHREIBUNG | ukrainisch-deutscher Schachgroßmeister                                                                                                   |
| GEBURTSDATUM     | 1. April 1889 oder 14. April 1889 |
| GEBURTSORT       | Stanislawtschik, Gouvernement Kiew, Russisches Kaiserreich                                                                               |
| STERBEDATUM      | 18. Juni 1952 |
| STERBEORT        | Triberg im Schwarzwald |